# Николочасовенская церковь
Николочасовенская церковь (Николо-часовня, Никола Толстый, Николо-часовенский при Архиерейском доме) — монастырь, позже православный храм в Туле, разрушенный в советское время.

## История
Подробных сведений о возникновении монастыря не сохранилось. На месте, где в дальнейшем появился храм, в XVI — первой половине XVIII века был земляной вал и стена острожной крепости с воротами. По преданию, рядом с острожной стеной стояла келья блаженного Абрама, а при ней — маленькая деревянная часовня с иконой святого Николая. По часовне и была названа построенная здесь позже церковь. По имени этого Абрама, переулок около Николочасовенской церкви носил название Абрамова пролаза. Это предание подтверждалось надписью на доске этой церкви: «1745 года января. Создася каменная часовня во имя явившегося на сем месте образа святителя Христова Николая Чудотворца, а тщание и рачение было на сию постройку того же места архимандрита Аминадава с доброхотами дателями». Эта часовня послужила основанием монастыря. Надпись продолжалась словами: «А по благословлению Амвросия, епископа Тульского и Белёвского сооружён на сим месте, во имя того же святителя, каменный храм и освящён оный тем же преосвященным в 1804 году месяца мая в 22 день».
Холодный каменный храм, вначале однопрестольный. К нему пристроен тёплый храм при епископе Димитрии (1850—1857) с тремя пределами: средний первоначально был в честь праведных Захария и Елизаветы, правый в честь святой княгини Ольги и левый в честь Тихвинской Божией Матери. О постройке последнего предела сохранилось сказание, что у купца Костина была чудотворная икона Тихвинской Божией матери. Многим жителям Тулы и паломникам во сне делалось внушение, чтобы они шли для служения молебнов перед этой иконой. Это привело к тому, что желающих было так много, что из Николо-часовенской церкви был приглашён монах, которому из-за наплыва верующих, приходилось почти жить в доме купца. Преосвященный Димитрий предложил владельцу пожертвовать икону в церковь. Икона была передана дарителем и в честь её был устроен алтарь.
В 1857—1860 годах, при преосвященном Алексее, главный алтарь переименован в честь Собора святых апостолов. При преосвященном Никаноре он переименован в честь Казанской иконы Божией Матери, при чём Месточтимая икона Богоматери на средства владыки украшена серебряною позлащенной ризой и по его завещанию на украшение иконы поступил бриллиантовый крест с клобука. Храм неоднократно перестраивался и расширялся, и в конечном итоге церковь обрела четыре престола. Первый освятили во имя святителя Николая, второй — во имя равноапостольной Ольги и преподобного Серафима, третий — Казанской иконы Божией Матери, четвёртый — Тихвинской иконы Божией Матери.
Храм имел два купола — один на круглом световом барабане, другой — на восьмерике с неравными гранями. В центре здания находилась западная паперть, на неё вели с двух сторон лестницы, расположенные вдоль фасадов. Паперть была увенчана колокольней с семью колоколами, самый большой из которых весил больше тонны.
Николочасовенский храм не являлся приходским — он входил в состав иноческой обители, приписанной к архиерейскому дому и имевшей в конце XIX века более 10 келий. Особенность Николочасовенской церкви состояла в том, что она была открыта для молящихся с раннего утра до 9 часов вечера. При храме была часовня над колодцем, известным с древних времен. Колодец засыпали при разрушении храма в конце 1930-х годов.
С храмом была тесно связана судьба святого Иоанна Тульского, похороненного на наружной паперти храма. Впоследствии, при расширении храма, его захоронение оказалось внутри церкви, в юго-западной её части, и над могилой блаженного почти непрерывно служили панихиды. В 1920-х годах верующие, не желая, чтобы захоронение Иоанна подвергалось осквернению, тайно перенесли его останки на Всехсвятское кладбище.
В 1898 году при храме открылась церковно-приходская школа. С осени 1911 года при храме действовало Всеградское общество трезвости. С 1 августа 1912 года при обществе работала библиотека-читальня, имевшая два отдела: религиозно-нравственный и противоалкогольный.

## Закрытие и разрушение
Впервые церковь попытались закрыть 25 октября 1921 года. Здание предполагалось передать для нужд отдела народного образования. Верующие обратились к местным властям с просьбой не закрывать его. В ноябре 1921 года Николочасовенский храм обследовала комиссия из Москвы и предписала взять церковь под охрану «ввиду её художественного значения и целостно-сохранившегося стиля». Весной 1922 года, во время кампании помощи голодающим Поволжья, церковную утварь из Николочасовенской церкви изъяли. Особо ценные предметы передали в Тульский художественно-краеведческий музей. Среди них была серебряная золоченая звездица 1-й половины XVII века, напрестольный крест начала XVII века, напрестольное Евангелие 1681 года.
1 августа 1922 года храм был отдан обновленцам, став их главным храмом в городе. Согласно постановлению президиума Мособлисполкома от 16 февраля 1930 года Николочасовенская церковь оказалась в списке тульских храмов, подлежащих закрытию. В ней планировали разместить Центральный дом пионеров, однако закрытие храма было отсрочено. Летом 1934 года по просьбам верующих в Николочасовенскую церковь были переданы некоторые иконы и облачения из закрываемого Успенского кафедрального собора.
В итоге церковь была закрыта на основании постановления президиума Тульского горсовета от 5 октября 1935 года, утверждённого постановлением президиума Мособлисполкома от 26 ноября 1935 года. 31 января 1936 года община храма переместилась во Всехсвятскую церковь, которую обновленцы объявили своим кафедральным собором. В здании Николочасовенской церкви вначале хотели разместить детскую библиотеку. Потом были другие проекты: снести бывший храм и построить на его месте кинотеатр с концертным залом и кафе, но помешало отсутствие на это денег. Храм разрушили, и на его месте свыше 20 лет был пустырь, поросший бурьяном и огороженный забором. В начале 1960-х годов здесь построили пятиэтажный жилой дом.